# 黃色招牌

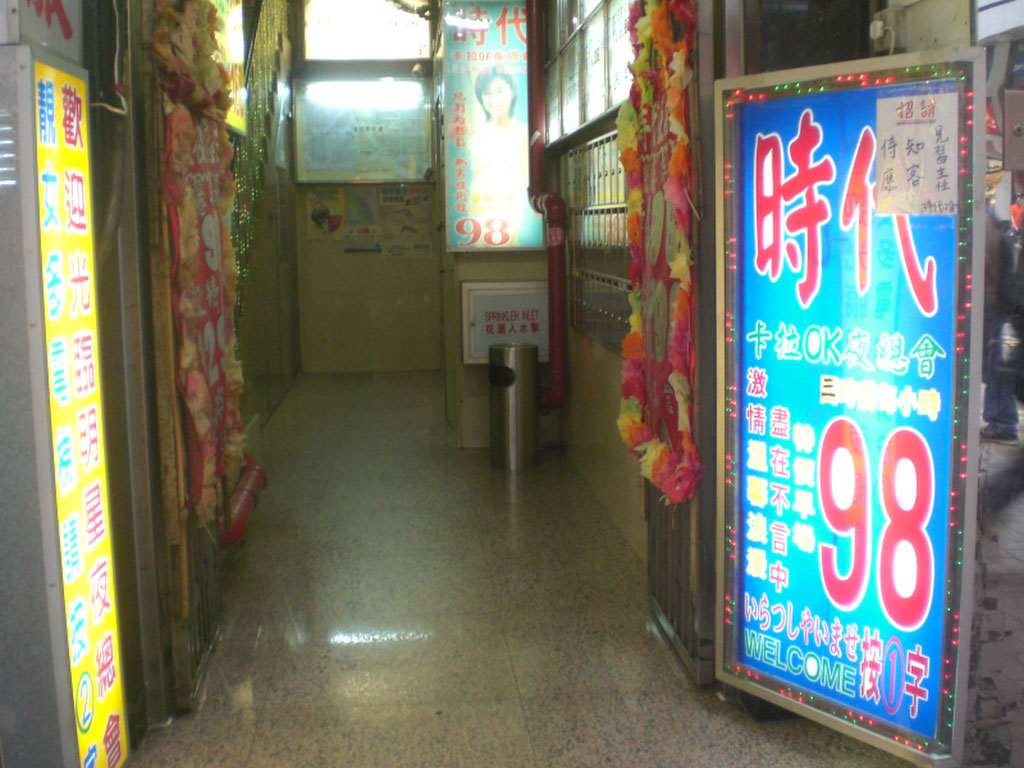
黃色招牌

黃色招牌，是廣告招牌的一種，「黃色」是指色情，實際的顏色不一定是黃色，多出現於紅燈區的街道上及妓院內外、行人通道、樓梯轉角等，表示該處有性工作者提供性服務，引導嫖客光顧消費。黃色招牌的廣告文字有明顯的性暗示，吸引嫖客上門。